# Bomolocha pictalis
Bomolocha pictalis là một loài bướm đêm trong họ Noctuidae.